# Classe Espora
A Classe Espora (MEKO 140) é uma classe de navios de guerra do tipo corvetas a serviço da Marinha Argentina desde 1985.

## Projeto
As corvetas MEKO 140 fazem família de navios de guerra MEKO desenvolvidos pela empresa alemã Blohm + Voss. Foram projetadas em 1979 a pedido da Armada Argentina pelos estaleiros navais alemães da Blohm & Voss, como um aperfeiçoamento das corvetas portuguesas da Classe João Coutinho, algumas das quais haviam sido construídas naqueles estaleiros. Apesar de origem alemã, os navios da classe têm vindo a ser construídos na Argentina, no Estaleiro Rio Santiago na cidade de Ensenada, na província de Buenos Aires.

## Unidades

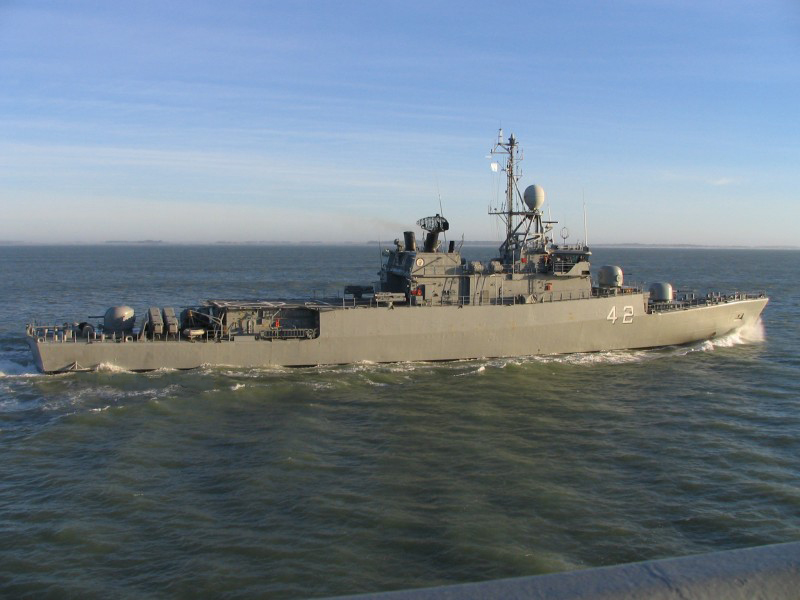
ARA Rosales (2011).

| Nº de amurada | Nome       | Comissão | Estado     |
| ------------- | ---------- | -------- | ---------- |
| P-41          | Espora     | 1985     | em serviço |
| P-42          | Rosales    | 1986     | em serviço |
| P-43          | Spiro      | 1987     | em serviço |
| P-44          | Parker     | 1990     | em serviço |
| P-45          | Robinson   | 2001     | em serviço |
| P-46          | Gómez Roca | 2004     | em serviço |